# Краснокутский, Пётр Артемьевич
Пётр Артемьевич Краснокутский (1849, Короча — 25 июля [7 августа] 1900, Ермаково) — скрипач, концертмейстер и музыкальный педагог.

## Биография
В 1862—1870 годах учился в Петербургской консерватории, сначала у Г. Венявского, а с 1868 года — у Л. С. Ауэра. Одновременно был ассистентом Ауэра, затем вёл свой собственный класс (в 1888 году присвоено звание профессора). Преподавал в Придворной певческой капелле. С 1867 года работал в оркестре Мариинского театра (в 1882—1889 — концертмейстер). Н. А. Римский-Корсаков посвятил ему свою «Фантазию на две русские темы для скрипки с оркестром» (1887).